# Entelodon
Entelodon, poreclit și porcul dracului sau porcul ucigaș, este un animal pre-istoric omnivor din familia porcinelor, care a trăit în pădurile și câmpiile Americii de Nord, Europei și Asiei, între perioada eocenului și cea a miocenului, pentru aproximativ 20,9 milioane ani.